# Fanfare Eendracht Dieteren
De Fanfare Eendracht Dieteren is een muziekvereniging met een fanfareorkest en een drumband uit Dieteren, dat opgericht werd in 1869.
Het fanfareorkest komt uit op het hoogste amateurniveau, de eerste divisie. Promotie naar deze klasse werd verkregen nadat de vereniging op 15 oktober 1978 op het Wereld Muziek Concours te Kerkrade een eerste prijs behaalde.